# Мечётное городище
Мечётное городище — золотоордынский город, располагавшийся на территории современного Волгограда.

## Описание
Мечётное городище располагалось на правом берегу Волги, между небольшими речками — Сухой (Верхней) и Мокрой (Нижней) Мечётками (Мечётными), на территории нынешней Спартановки. С юга городище ограничивалось балкой Забазной. Сейчас на месте засыпанной балки находится волгоградская улица Академика Богомольца. Поселение возникло на рубеже XIII—XIV вв. Упоминания о развалинах городища есть в записках И. П. Фалька и в работе П. С. Палласа.

И. П. Фальк. «Записки путешествия академика Фалька»:

Две Мечетныя речки впадают в правую сторону Волги, верхняя в 12 верстах выше Царицына, а нижняя немного подалее. Между обеими, в 230 саженях от Волги, лежат едва приметныя развалины большого Татарского города. Видны ещё следы каменной стены, а на изрытой площади фундаменты зданий…

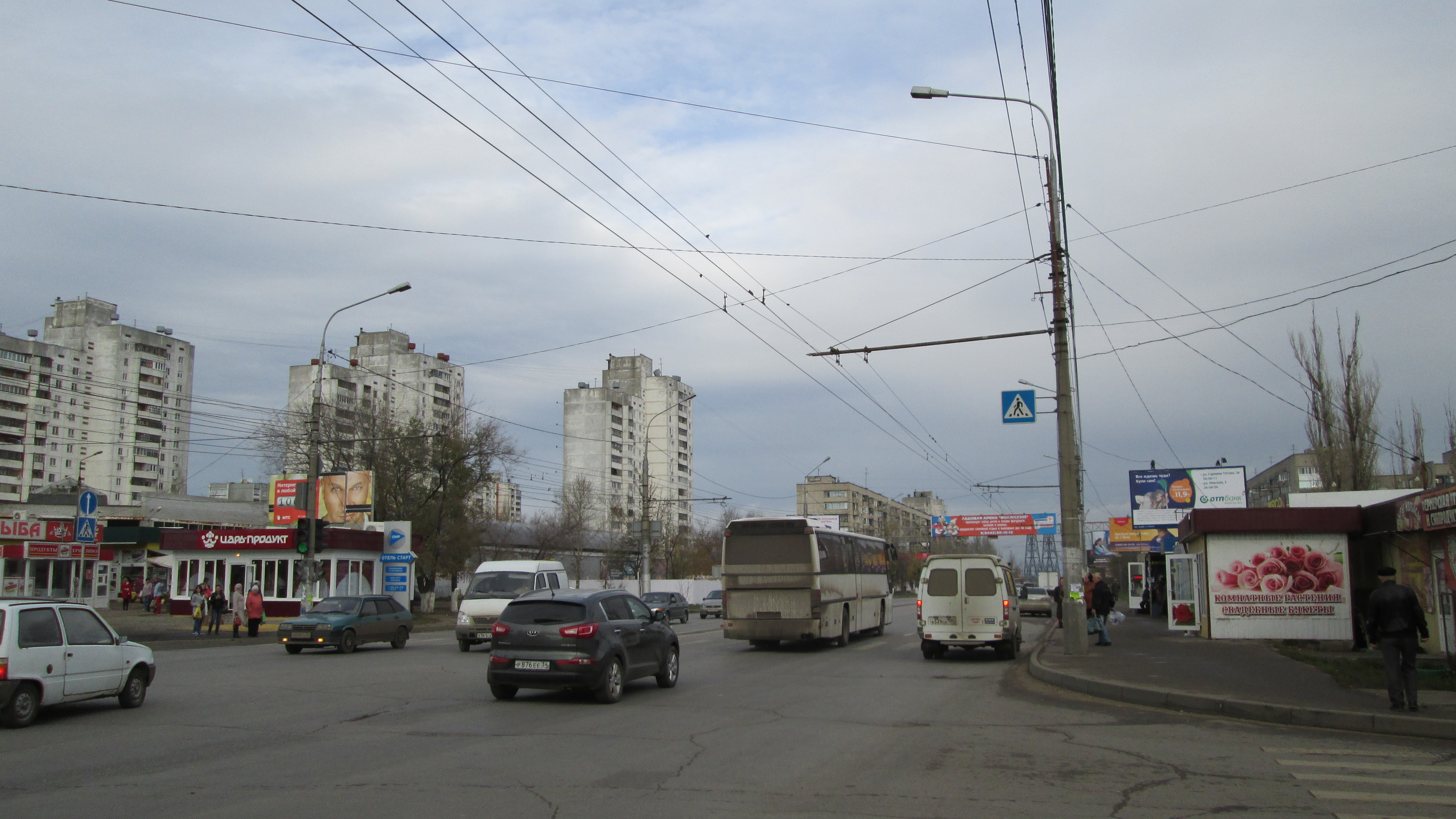
Вид от ул. Академика Богомольца в сторону Сухой Мечётки

Золотоордынское название города доподлинно неизвестно. Некоторые авторы допускают вероятность локализации средневекового Бельджамена на месте Мечётного, а не Водянского городища. Располагаясь у истока Ахтубы, городище вероятно было крупным перевалочным пунктом на Волжско-Ахтубинском торговом маршруте и Волго-Донской переволоке. В западной части городища находился крупный некрополь, состоящий из курганных насыпей и развалин мавзолеев.
На месте городища в начале XX века были нередки находки джучидских монет. По данным Ф. В. Баллода, монеты с Мечётного городища распределяются следующим образом: Менгу-Тимур — 4 %, Тохта — 7 %, Узбек-хан — 32 %, Джанибек — 48 %, ханы периода междоусобиц (1360—1370-е гг.) — 9 %. В конце XX века на городище был собран комплекс монет, опубликованный А. В. Пачкаловым.
Городище исследовалось Б. В. Зайковским (1911), А. А. Ширинским-Шихматовым (1914), Ф. В. Баллодом (1920), Е. П. Мыськовым (1986). Баллод называл саратовского губернатора «злым гением мечетинских памятников», так как, по его мнению, раскопки Ширинского-Шихматова «лишь создали памятник небрежной работе».